# 53-я армия (Япония)
53-я армия (яп. 第53軍) — воинское подразделение японской Императорской армии, действовавшее во время Второй мировой войны.
Сформирована 8 апреля 1945 года под командованием генерал-лейтенанта Яэдзо Акасибы, подчинялась 12-му фронту. Основной задачей было противодействие вторжению Союзников в районе центральной части острова Хонсю в рамках планировавшейся ими операции «Даунфол».
Армия, в основном, дислоцировалась в городах Исехара, Камакура, Одавара (префектура Канагава) и, в силу своего местоположения, должна была охранять подходы к Токио с запада, со стороны залива Сагами. Большая часть её солдат состояла из плохо обученных резервистов, недавно призванной молодёжи и ополчения.
После капитуляции Японии 15 августа 1945 года, армия была расформирована, так и не поучаствовав в боевых действиях.

## Состав
- 184-я пехотная дивизия
- 140-я пехотная дивизия
- 316-я пехотная дивизия
- 117-я отдельная смешанная бригада
- 2-я отдельная танковая бригада
- армейская артиллерия и части непосредственного подчинения: